# الکساندر گازوف
الکساندر گازوف (روسی: Александр Васильевич Газов؛ زادهٔ ۱۷ ژوئن ۱۹۴۶) تیرانداز اهل اتحاد جماهیر شوروی سوسیالیستی بود.